# Isidor Springer
Isidor Springer (* 23. Juli 1912 in Antwerpen; † 24. Dezember 1942 im Gefängnis Fresnes bei Paris oder nach anderen Angaben am 27. Dezember 1942 in Lyon, Frankreich) war ein Résistance-Kämpfer der Roten Kapelle.

## Leben
Isidor Springers Vater war Simon Springer und seine Mutter war Lona Springer, geborene Kunstlinger.
Von 1930 bis 1931 lebte er in Paris. Springer kämpfte 1937/1938 im Spanischen Bürgerkrieg gegen die Faschisten.
Er war Diamantenhändler in Brüssel und Kommunist. Er hatte Verbindungen zu Leopold Trepper und Anatoli Markowitsch Gurewitsch.
Nach den Verhaftungen in der Brüsseler Rue des Atrébates floh er nach Paris.
Zusammen mit seiner Frau Flora Springer gehörte er zur Gruppe in Lyon.